# Mähren (Westerwald)

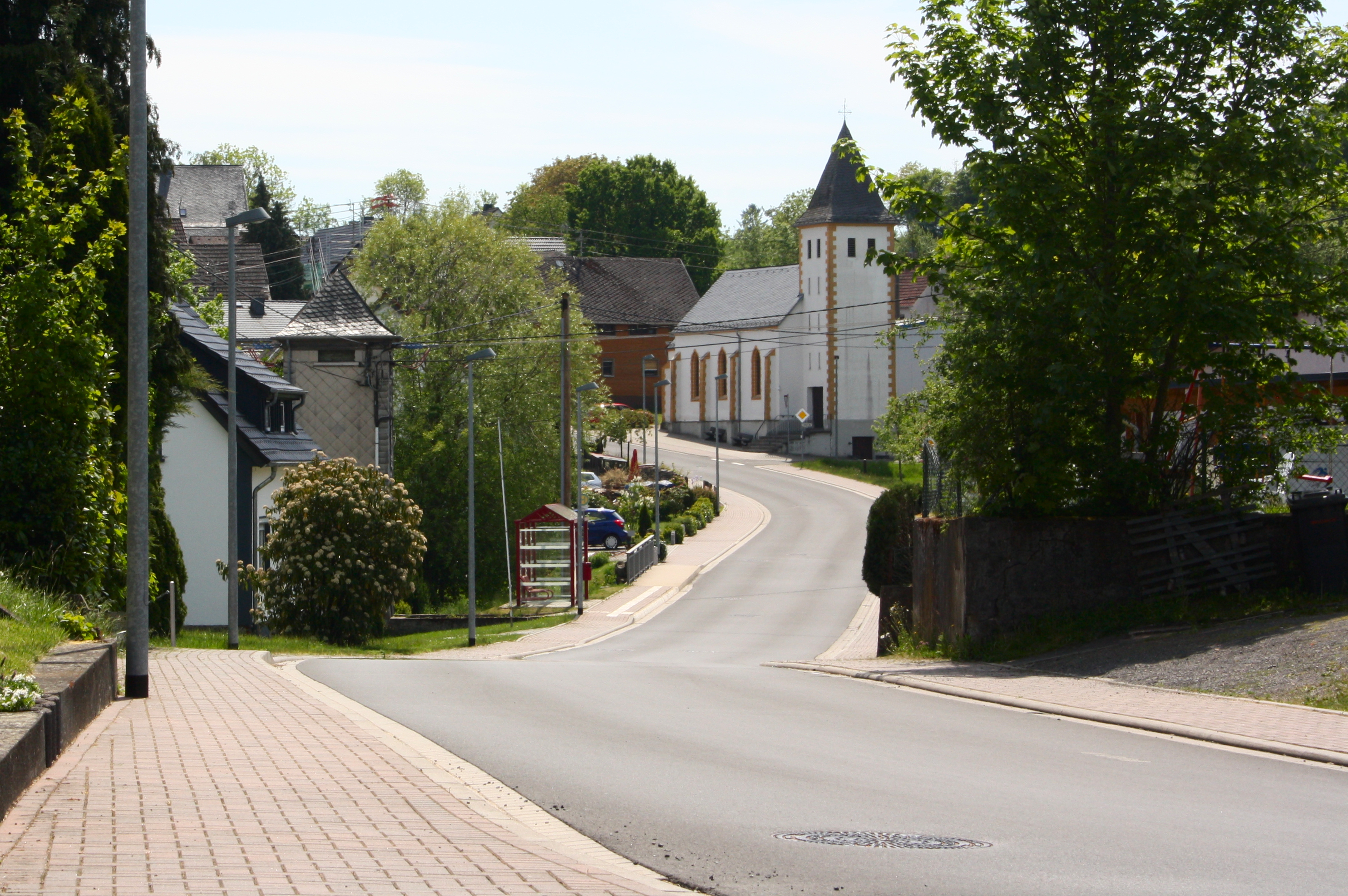
Ansicht von Mähren

Mähren ist eine Ortsgemeinde im Westerwaldkreis in Rheinland-Pfalz. Sie gehört der Verbandsgemeinde Wallmerod an.

## Geographische Lage
Die Gemeinde liegt im Westerwald zwischen Montabaur und Westerburg. Mähren ist eine dörfliche Wohngemeinde. Durch den Ort fließt der Kälberbach.

## Geschichte
Mähren wurde im Jahre 1508 als Mern erstmals urkundlich erwähnt.
Am 1. Mai 1969 wurde zusammen mit der Gemeinde Elbingen die Gemeinde Elbingen-Mähren neu gebildet, diese wurde aufgelöst und die heutigen Gemeinden Elbingen und Mähren am 1. Januar 1994 neu gebildet.

## Politik

### Bürgermeister
Volker Solbach wurde bei der Direktwahl am 26. Mai 2019 mit einem Stimmenanteil von 80,16 % für weitere fünf Jahre in seinem Amt bestätigt. Er wurde im Juni 2024 wiedergewählt.

### Wappen
| Wappen von Mähren | Blasonierung: „Geviert von Rot und Silber, in eins ein abgerissener, silberner Ziegenbockkopf, in zwei ein roter Winkelbalken, in drei ein rotes durchgehendes Kreuz und in vier ein schräglinkes, silbernes Beil.“ |
| Wappen von Mähren | |

## Wirtschaft und Infrastruktur

### Verkehr
In unmittelbarer Nähe des Ortes verläuft die Bundesstraße 8, die Limburg an der Lahn und Hennef (Sieg) verbindet. Die nächste Autobahnanschlussstelle ist Montabaur an der A 3, etwa 13 Kilometer entfernt. Der nächstgelegene ICE-Halt ist der Bahnhof Montabaur an der Schnellfahrstrecke Köln–Rhein/Main.